# 大田区体育館
大田区体育館（おおたくたいいくかん）は、東京都大田区東蒲田にかつて存在した体育館である。財団法人大田区体育協会が運営していた。

## 概要
1965年4月、1964年東京オリンピックを記念して建設された。しかし、老朽化に伴って、2008年3月31日にて閉鎖・取り壊された。後継施設は大田区総合体育館で、同じ場所にて2012年3月に竣工している。毎年1月には大田区主催の成人式会場としても使用された。

## 施設
本館
地上3階、地下1階、競技場収容人員は約4,600名。
- 競技場
- 会議室
- トレーニングルーム

分館競技場
分館弓道場

## 開催された主なイベント

### プロレス
- 1972年3月6日：新日本プロレス旗揚げ興行（メインイベントはアントニオ猪木対カール・ゴッチ）
- 1989年4月18日：全日本プロレス・ジャンボ鶴田対スタン・ハンセンの三冠ヘビー級王座統一戦。
- 1992年12月2日：JWP女子プロレス・初代無差別級王座決定戦。
- 1996年5月16日：全日本女子プロレス・第1回ジュニア・オールスター戦
- 2008年3月20日：DRAGON GATE大田区体育館大会（閉鎖前の最後のプロレス興行）

### ボクシング
- 1971年8月13日：鈴木石松（現：ガッツ石松）vs門田新一のノンタイトル10回戦[1]。

## 脚註
1. ↑  忘れ得ぬ戦士たち (10) 門田新一に試合の模様が記載されている。